# Bahula
Bahula é uma vila no distrito de Barddhaman, no estado indiano de Bengala Ocidental.

## Demografia
Segundo o censo de 2001, Bahula tinha uma população de 16 264 habitantes. Os indivíduos do sexo masculino constituem 55% da população e os do sexo feminino 45%. Bahula tem uma taxa de literacia de 58%, inferior à média nacional de 59,5%; com 64% para o sexo masculino e 36% para o sexo feminino. 13% da população está abaixo dos 6 anos de idade.